# جيمس باول (لاعب كريكت بريطاني)
جيمس باول (22 أكتوبر 1982 - )  (بالإنجليزية: James Powell)‏ هو لاعب كريكت بريطاني.